# Zhao Peng
Zhao Peng (20 de junho de 1983) é um futebolista profissional chinês que atua como defensor.

## Carreira
Zhao Peng representou a Seleção Chinesa de Futebol na Copa da Ásia de 2011.